# Bruno Zanotti
Bruno Zanotti Cavazzoni Barrail (Durban, 14 settembre 1982) è un ex cestista paraguaiano con cittadinanza italiana.